# هورست بروميير
هورست بروميير (بالألمانية: Horst Brummeier)‏ (ولد في 31 ديسمبر 1945) هو حكم كرة قدم نمساوي متقاعد. حكم مباراة واحدة في كأس العالم 1986. كما حكم مباراة واحدة في بطولة أمم أوروبا 1988 في ألمانيا الغربية. كما حكم في دوري الأبطال عام 1979-1989.

## روابط خارجية
- هورست بروميير على موقع Soccerway.com (الإنجليزية)
- الملف الشخصي